# Solidarité ministérielle
La  solidarité ministérielle (ou solidarité gouvernementale) est une contrainte politique qui incite les membres d'un gouvernement à ne pas faire des déclarations individuelles contraires à la direction prise collectivement, faute de quoi des sanctions peuvent être prises.

## Un comportement politique collectif
La solidarité gouvernementale, dite aussi solidarité ministérielle, est un comportement politique observable dans certains régimes parlementaires. Cette convention contraint les ministres à ne pas agir les uns contre les autres mais ne va pas jusqu'à les obliger à s'aider mutuellement. Elle se caractérise par la démission ou le renvoi du ministre qui n'est plus en accord avec la politique gouvernementale.
La solidarité gouvernementale est assurée par plusieurs éléments distincts. Le plus symbolique est le principe de responsabilité solidaire, selon lequel les ministres sont collectivement responsables. Ce principe a pour corollaire que le gouvernement peut être renversé par le Parlement au moyen d'une motion de censure ou du refus d'une question de confiance.[réf. nécessaire]

## Par pays

### Canada
Selon le Vocabulaire de procédure parlementaire de la Chambre des communes du Canada, la solidarité ministérielle est le « principe selon lequel les décisions du Cabinet doivent être appuyées par tous les ministres; selon l’usage, les ministres qui ne se conforment pas à cette pratique doivent démissionner du Cabinet ».
Selon l'Encyclopédie du parlementarisme québécois de l'Assemblée nationale du Québec, la solidarité ministérielle  est le « principe en vertu duquel les ministres sont collectivement responsables, chacun d'eux s'engageant à accepter les décisions du gouvernement ou à démissionner ».

### France
Pour éviter un renversement collectif, le Premier ministre est tenu de s'informer de ce que font tous ses ministres ; en cas de désaccord avec l'un d'eux, il l'obligera à changer son projet de loi ou son décret litigieux ou à quitter le gouvernement.[réf. nécessaire]
Toujours pour éviter que le gouvernement ne tombe collectivement, chaque ministre est incité à s'intéresser à ce que font tous les autres ministres. Le conseil des ministres est le lieu privilégié de cette information. Une fois informé de tout ce qui se fait, chacun peut décider de rester dans le gouvernement. En cas de désaccord avec un point de la politique gouvernementale, soit il tait ce désaccord et accepte implicitement ce qui est fait, soit il s'en va, ce que Jean-Pierre Chevènement résumait par : « un ministre ça ferme sa gueule, si ça veut l'ouvrir, ça démissionne ».[réf. nécessaire]

### Royaume-Uni
Au Royaume-Uni, les membres du cabinet, ainsi que le Premier ministre, organisent des séances hebdomadaires à huis clos pour discuter de la position collective du cabinet afin d'éviter des réponses incohérentes de la part des ministres. La solidarité du gouvernement est constamment remise en question par l'opposition qui tente de créer des contradictions entre les ministres. Il est donc impératif que les membres du cabinet aient des réponses aussi communes et similaires que possible.